# 米哈伊尔·科格尔尼恰努
米哈伊爾·科格爾尼恰努（羅馬尼亞語：Mihail Kogălniceanu，1817年9月6日—1891年7月1日）是羅馬尼亞政治人物、律師、歷史學家和公關人員。

## 外部連結
- The Mihail Kogălniceanu Memorial House in Iași（罗马尼亚文）
- Ion Creangă, Moș Ion Roată （页面存档备份，存于）, at wikisource（罗马尼亚文）
- 互联网电影数据库（IMDb）上《Independența României》的资料（英文）
- 互联网电影数据库（IMDb）上《Războiul Independenței》的资料（英文）
- Frescoes at the Romanian Athenaeum site